# Echipament de scufundare

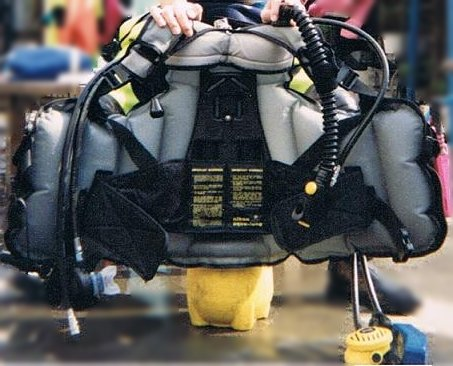
Butelie cu detentor şi vestă de salvare

Echipamentul de scufundare reprezintă totalitatea pieselor și accesoriilor cu care este echipat scafandrul pentru efectuarea în bune condiții a activității subacvatice.
Echipamentul diferă în funcție de tipul scufundării:
- Scufundare liberă (în apnee):
  - vizor
  - labe de înot
  - tub de respirat
  - costum umed din neopren
  - centură de lestare
  - calculator de scufundare liberă

- Scufundare autonomă:
  - butelie
  - detentor
  - recirculator
  - vizor
  - labe de înot
  - tub de respirat

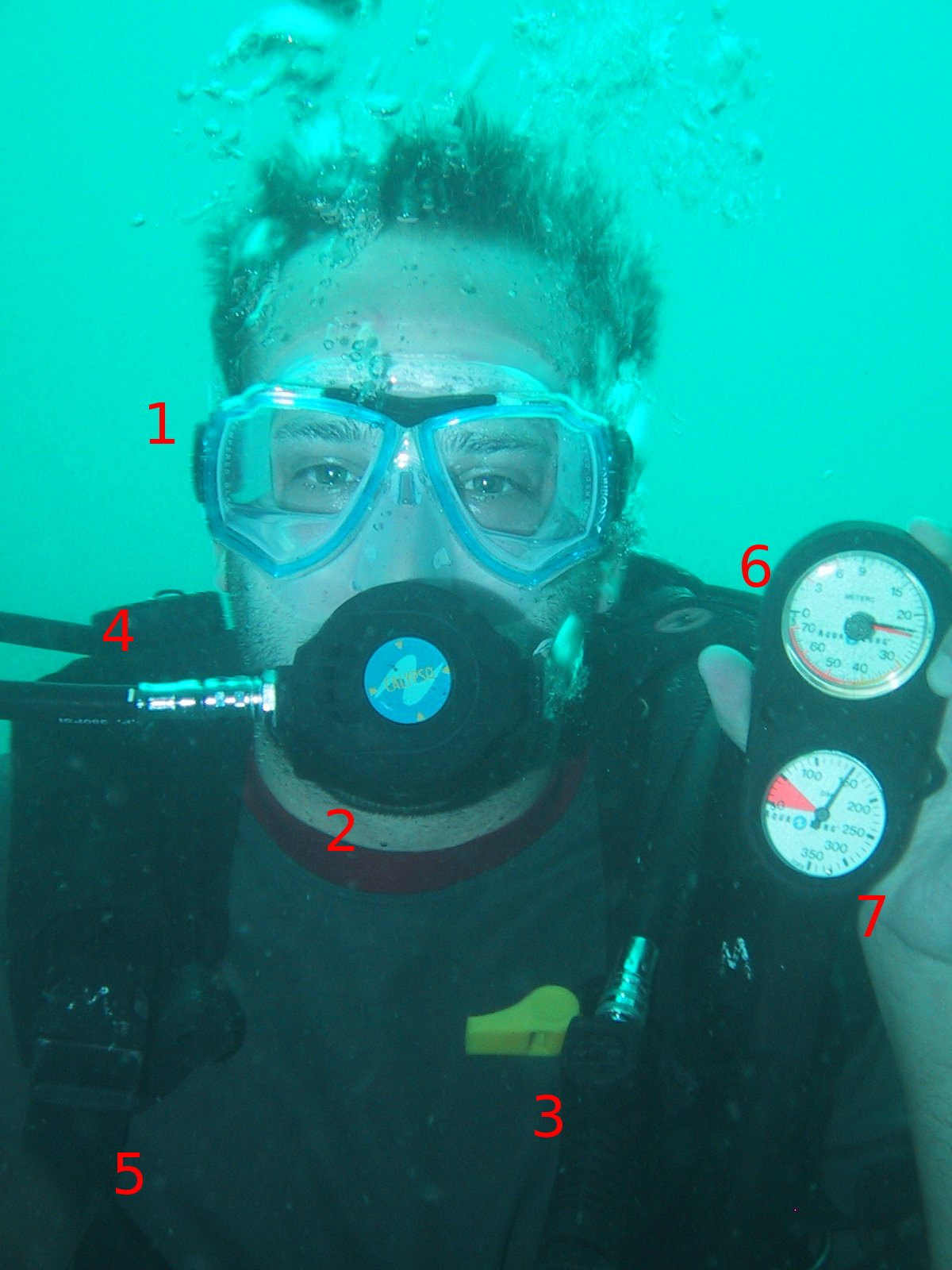
1: Mască; 2: Detentor treapta a II-a; 3: Vestă de salvare; 4: Supapă de evacuare; 5: Chingile de prindere; 6: Profundimetru; 7: Manometru submersibil

  - costum din neopren complet (cagulă, mănuși, cizmulițe)
  - centură de lestare
  - vestă de salvare
  - ceas etanș
  - Manometru submersibil
  - profundimetru
  - calculator de scufundare
  - cuțit de scafandru
  - lanternă subacvatică
  - busolă submersibilă
  - steag de semnalizare

- Scufundare cu alimentare de la suprafață:
  - costum din neopren umed sau uscat
  - mască facială sau cască rigidă
  - butelie de securitate
  - labe de înot
  - centură de lestare
  - cablu ombilical
  - recirculator
  - ceas etanș

- Scufundare în saturație:
  - costum din neopren umed sau uscat
  - butelie de securitate
  - cablu ombilical
  - recirculator
  - încălzitor de gaze